# Brent Ward Jett
Brent Ward Jett, Jr. (* 5. Oktober 1958 in Pontiac, Michigan, USA) ist ein ehemaliger US-amerikanischer Astronaut.
Jett wurde zwar in Pontiac (Michigan), nordwestlich von Detroit geboren, aufgewachsen ist er aber in Fort Lauderdale in Florida. Seine Eltern leben heute noch dort. 1976 ging er von der Northeast High School in Oakland Park (Florida) ab und begann, an der United States Naval Academy in Annapolis (Maryland) zu studieren. Sein Luft- und Raumfahrtstudium schloss er als Jahrgangsbester mit dem Bachelor im Mai 1981 ab.

## Militärlaufbahn
Danach trat Jett in die US Navy ein und wurde zum Marinepiloten ausgebildet. Es folgte eine Schulung auf der F-14 „Tomcat“ auf der Naval Air Station Oceana in Virginia, bevor er dem Kampfgeschwader 74 (Navy-Bezeichnung VF-74) zugeteilt wurde. An Bord des Flugzeugträgers Saratoga brachen die „Be-Devilers“, wie sich die VF-74 nennt, Anfang April 1984 in Richtung Mittelmeer auf. Nach einem halben Jahr kehrte die Saratoga Ende Oktober wieder zurück. Anschließend besuchte Jett die United States Navy Fighter Weapons School auf der Naval Air Station Miramar (Kalifornien) und wurde im taktischen Luftkampf auf kurze Entfernungen geschult. Bekannt ist dieser Kurs seit dem gleichnamigen Film mit Tom Cruise als „TOPGUN“, obwohl er offiziell Strike Fighter Tactics Instructor heißt (manchmal wird fälschlicherweise die Schule, die inzwischen nach Nevada umgezogen ist, als TOPGUN bezeichnet).
Ende August 1985 begann Jett seine zweite Reise mit der „USS Saratoga“. Erstes Ziel war wieder das Mittelmeer, bevor der Einsatz im Indischen Ozean fortgesetzt wurde. Die „USS Saratoga“ rückte im Oktober ins Licht der Öffentlichkeit, als palästinensische Terroristen das italienische Kreuzfahrtschiff „Achille Lauro“ entführten. Als ihnen freies Geleit zugesichert wurde, flüchteten die Terroristen mit einer ägyptischen Verkehrsmaschine. Auf Befehl von US-Präsident Ronald Reagan trat dann die „Saratoga“ in Aktion. Vier Kampfjets (zwei „Tomcats“ stellte die VF-74), geleitet von einem Luftraumüberwachungs-Flugzeug, fingen die Maschine ab und zwangen sie auf dem NATO-Stützpunkt Sigonella in Sizilien zur Landung, wo die italienische Polizei die Terroristen verhaftete. Die „Be-Devilers“ flogen anschließend zwei Einsätze gegen Libyen: im März 1986 war die „USS Saratoga“ Teil der „Operation Prairie Fire“ und einen Monat später war sie an der „Operation El Dorado Canyon“ beteiligt. Mitte April 1986 kehrte der Flugzeugträger wieder in seinen Heimathafen in Virginia zurück.
Anschließend nahm Jett an einem Ausbildungsprogramm für Testpiloten teil, an dem sich die Naval Postgraduate School (NPS) im kalifornischen Monterey und die United States Naval Test Pilot School (USNTPS) beteiligten. Ab Juli 1986 studierte Jett zunächst nur an der NPS. Nach 15 Monaten nahm er gleichzeitig an einem Testpilotenseminar an der USNTPS teil, die sich in Maryland auf der Naval Air Station Patuxent River befindet. So war er gezwungen, ständig zwischen der Ost- und der Westküste der USA hin und her zu pendeln. Im Juni 1989 verlieh ihm die NPS einen Master in Luftfahrttechnik. Und im Jahr darauf bestand er auch den USNTPS-Kurs als „hervorragender Absolvent“. Er wechselte dann ans Naval Air Test Center auf der Patuxent-River-Basis. Als verantwortlicher Testpilot arbeitete er mit den Flugzeugmustern F-14 „Tomcat“, A-7 „Corsair II“ und T-45 „Goshawk“. Im September 1991 kehrte er wieder zu seinem alten Geschwader, den „Be-Devilers“, zurück. Er leitete das VF-74 bis zu seinem Ausscheiden im Sommer 1992.

## Astronautentätigkeit
Seit seinen Kindertagen war Jett von der Fliegerei fasziniert. Schon als Teenager wollte er in die Navy. Dort angekommen, reizten ihn die Flugzeugträger. Er war Testpilot geworden, als er erstmals daran dachte, Astronaut zu werden. Bis dahin war ihm dieser Beruf so unerreichbar erschienen, dass er noch nicht einmal an die Möglichkeit dachte. Wie überrascht musste er gewesen sein, dass seine erste Bewerbung gleich zum Erfolg geführt hatte.
Brent Jett wurde als einer von vier Pilotenanwärtern mit der 14. Astronautengruppe der NASA Ende März 1992 vorgestellt. Aus insgesamt 2054 Bewerber(inne)n, die den formalen Auswahlkriterien entsprachen, waren 87 Finalist(inn)en hervorgegangen. Diese wurden im Herbst 1991 ins Johnson Space Center (JSC) nach Houston in Texas zu Tests, Gesprächen und medizinischen Untersuchungen eingeladen.
Die 24-köpfige Gruppe, bestehend aus vier Piloten und zwanzig Missionsspezialisten (darunter fünf aus dem Ausland), begann im August 1992 die einjährige Grundausbildung. Danach war Jett in der Operations and Development Branch des Astronautenbüros tätig.
Im Dezember 1994 wurde Jett als Pilot für seinen ersten Raumflug nominiert. STS-72 fand im Januar 1996 statt. Neben dem Einfangen der ein Jahr zuvor von Japan ins All gestarteten Plattform Space Flyer Unit standen zwei Weltraumausstiege auf dem Programm. Dabei wurden Montagetechniken simuliert, um Erfahrungen für die künftige Internationale Raumstation zu sammeln. Nur zwei Wochen nach der Rückkehr der Endeavour wurde Jett für seine nächste Mission berufen.
Genau ein Jahr nach seinem Jungfernflug brach Jett mit der Atlantis zur russischen Raumstation Mir auf. Als Pilot unterstützte er Kommandant Mike Baker bei der Navigation des Orbiters. Während der fünf Tage dauernden Kopplung wurden nicht nur knapp drei Tonnen Ausrüstung zwischen den beiden Raumfahrzeugen, sondern auch zwei US-Besatzungsmitglieder ausgetauscht: John Blaha, der seit September 1996 an Bord der Mir gelebt und gearbeitet hatte, kehrte mit dem Shuttle zur Erde zurück, während Jerry Linenger als neuer Gast auf der Station blieb.
Nach zwei Jahren intensiven Trainings schickte die NASA Brent Jett zum „Sternenstädtchen“ nach Moskau. Zwischen Juni 1997 und Februar 1998 arbeitete er als Verbindungsoffizier für die amerikanische Raumfahrtbehörde in Russland.
Anfang August 1998 erhielt Jett mit STS-97 sein erstes eigenes Kommando. Die Endeavour startete im Dezember 2000 zur Internationalen Raumstation. Die fünfköpfige Crew brachte eine Gitterstruktur, ausgestattet mit Solarzellenflächen zur Stromerzeugung und Radiatoren zur Kühlung, zur Station. Nach dem Docken wurde das Element aus der Ladebucht des Orbiters genommen und bei drei Ausstiegen mit der Raumstation verbunden. Erst danach wurden die Luken geöffnet und die ISS-Besatzung konnte die Mannschaft der Endeavour begrüßen. Bereits einen Tag später trat der Shuttle die Rückkehr an.
Bis Brent Jett im Februar 2002 für seinen vierten Flug ernannt wurde, leitete er am JSC die Advance Vehicles Branch.
Im September 2006 unternahm Jett mit STS-115 seine vierte Mission. Die Besatzung der Atlantis montierte in sechs Tagen das 16 Tonnen schwere Element P3/P4 an die Raumstation. Damit erhielt die ISS das zweite von vier Solarmodulen. Nach insgesamt zwölf Tagen kehrte die Raumfähre zurück.
Brent schied 2007 aus der Marine und im Februar 2013 aus der NASA aus. Er ist verheiratet und hat keine Kinder.